# Rhaphidophora puberula
Rhaphidophora puberula är en kallaväxtart som beskrevs av Adolf Engler. Rhaphidophora puberula ingår i släktet Rhaphidophora och familjen kallaväxter. Inga underarter finns listade.